# Andrew Johns
Andrew Johns (Peterborough, 23 september 1973) is een Britse triatleet. Hij werd tweemaal Europees kampioen triatlon op de olympische afstand. Ook nam hij tweemaal deel aan de Olympische Spelen, maar won hierbij geen medailles.
Zijn eerste grote succes behaalde hij in 1998 met het winnen van het Europees kampioenschap triatlon op de olympische afstand. Twee jaar later behaalde hij deze titel opnieuw.
Hiroyuki deed in 2000 mee aan de triatlon op de Olympische Zomerspelen van Sydney. Hier moest hij uitstappen. Vier jaar later deed hij opnieuw mee aan de Olympische Zomerspelen, dit keer in Athene. Daar behaalde hij een 16e plaats in een tijd van 1:54.15,87.
Hij leeft samen met triatlete Lisbeth Kristensen. Samen hebben ze een dochter (Leysin). Hij is professioneel triatleet bij TeamTBB en wordt getraind door Brett Sutton.

## Titels
- Europees kampioen triatlon op de olympische afstand - 1998, 2000

## Prijzen
- ITU wereldbeker triatlon - 1999

## Palmares

### Triatlon
- 1998:  EK olympische afstand in Velden - 1:51.09
- 1998: 10e WK olympische afstand in Lausanne - 1:56.52
- 1999:  ITU wereldbekerwedstrijd in Lausanne
- 1999: 4e EK olympische afstand in Funchal - 1:49.15
- 1999: 4e WK olympische afstand in Montréal - 1:45.56
- 2000:  EK olympische afstand in Stein - 1:54.31
- 2000: 14e WK olympische afstand in Perth - 1:52.36
- 2000: DNF Olympische Spelen van Sydney
- 2001: 4e EK olympische afstand in Karlovy Vary - 2:04.56
- 2001: 5e WK olympische afstand in Edmonton - 1:48.36
- 2002: 7e Gemenebestspelen in Manchester
- 2002:  WK olympische afstand in Cancún - 1:51.17
- 2003:  ITU wereldbekerwedstrijd in Salford
- 2003:  ITU wereldbekerwedstrijd in Hamburg
- 2003:  ITU wereldbekerwedstrijd in Tiszaujvaros
- 2004: 42e WK olympische afstand in Funchal - 1:45.28
- 2004: 16e Olympische Spelen van Athene - 1:54.15,87
- 2005: 9e EK olympische afstand in Lausanne - 1:57.05
- 2005: DNF WK olympische afstand in Gamagōri
- 2006:  EK olympische afstand in Autun - 1:57.29
- 2006: 9e WK olympische afstand in Lausanne - 1:53.20
- 2006: DNF Ironman Western Australia
- 2006: 5e Ironman Australia - 8:52.02
- 2006: 29e Ironman Hawaï - 8:48.39
- 2007:  Ironman 70.3 Antwerpen - 3:57.29
- 2007:  Ironman Malaysia - 8:51.19
- 2007: 30e Hy-Vee Triathlon & ITU BG World Cup - 1:58:20
- 2007:  WK Ironman 70.3 in Clearwater - 3:43.11
- 2007: 46e EK Olympische Afstand in Kopenhagen - 1:56.42

- Nationale Bibliotheek van Letland: 000134750